# Скоробогатая Слобода
Скоробогатая Слобода — деревня в Новозыбковском городском округе Брянской области.

## География
Находится в западной части Брянской области на расстоянии приблизительно 10 км на восток по прямой от районного центра города Новозыбков.

## История
Возникла в 1710-х годах. На 1859 год — деревня Новозыбковского уезда Черниговской губернии, где было учтено 64 двора, а в 1892 — 106. До 2019 года входила в состав Старокривецкого сельского поселения Новозыбковского района до их упразднения.

## Население
Численность населения: 328 человек (1859 год), 636 (1892), 730 (1926, приблизительно), 63 человека в 2002 году (русские 95 %), 41 в 2010.